# チャールズ・アサティ
チャールズ・アサティ (Charles Asati、1946年3月3日- )は、ケニアの陸上競技選手。1972年ミュンヘンオリンピックの金メダリストである。

## 経歴
アサティは、1968年メキシコシティーオリンピックの短距離3種目に出場。100mは10.63秒で予選落ち、200mは、20.66秒で2次予選落ちという結果に終わった。しかし、アサティとヘゼキアー・ニャマウ、ナフタリ・ボン、ダニエル・ルディシャとともに出場した4×400mリレーでは、アメリカに次いで2位となり銀メダルを獲得。周囲を驚かせた。2年後の1970年には、スコットランドのエジンバラで行われたコモンウェルスゲームズに出場。200mは20.74秒で3位であったが、400mで45.01秒で優勝、さらに4×400mリレーも3分3秒63で優勝を飾った。
アサティは、1972年ミュンヘンオリンピックには、400mと4×400mリレーに出場した。400mでは、金銀のアメリカの選手、3位の、同じケニアのジュリアス・サングに次いで4位となり惜しくもメダルには届かなかった。
ところが、この後400mの表彰式で、アメリカの2選手が不遜な態度を取ったということで、アメリカは金銀の選手と同じレースに出ていたが途中リタイア選手の3人が4×400mリレーに出場できなくなり、リレーへの出場を断念した。そのため、ケニアにとって4×400mリレーでメダルを獲得する大きなチャンスがおとずれた。4×400mリレーの決勝では、2分59秒83と、出場した国の中で唯一3分を切るタイムで、ケニアにとって、前回の結果を越える金メダル獲得となった。
アサティは、2年後のコモンウェルスゲームズにも出場し、400mと4×400mリレーの2冠を達成した。

## 主な実績
| 年   | 大会                   | 場所                                 | 種目         | 結果 | 記録      |
| ---- | ---------------------- | ------------------------------------ | ------------ | ---- | --------- |
| 1968 | オリンピック           | メキシコシティ(メキシコ)             | 4×400mリレー | 2位  | 2分59秒6  |
| 1970 | コモンウェルスゲームズ | エジンバラ(スコットランド)           | 200m         | 3位  | 20秒74    |
| 1970 | コモンウェルスゲームズ | エジンバラ(スコットランド)           | 400m         | 1位  | 45秒01    |
| 1970 | コモンウェルスゲームズ | エジンバラ(スコットランド)           | 4×400mリレー | 1位  | 3分03秒63 |
| 1972 | オリンピック           | ミュンヘン(西ドイツ)                 | 400m         | 4位  | 45秒13    |
| 1972 | オリンピック           | ミュンヘン(西ドイツ)                 | 4×400mリレー | 1位  | 2分59秒8  |
| 1973 | オールアフリカゲームズ | ラゴス(ナイジェリア)                 | 400m         | 1位  | 46秒31    |
| 1974 | コモンウェルスゲームズ | クライストチャーチ(ニュージーランド) | 400m         | 1位  | 46秒04    |
| 1974 | コモンウェルスゲームズ | クライストチャーチ(ニュージーランド) | 4×400mリレー | 1位  | 3分04秒43 |